# کالج اسمیت
کالج اسمیت (به انگلیسی: Smith College) یک دانشگاه در ایالات متحده آمریکا است که در ماساچوست واقع شده‌است.